# Luise Elisabeth von Württemberg-Oels

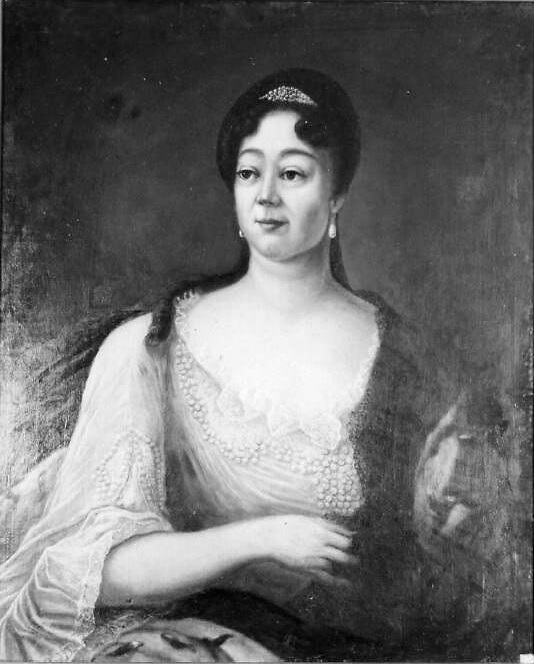
Herzogin Luise Elisabeth von Sachsen-Merseburg

Luise Elisabeth von Württemberg-Oels (* 4. März 1673 in Bernstadt; † 28. April 1736 in Forst (Lausitz)), Herzogin aus dem Haus Württemberg-Oels und durch Heirat Herzogin von Sachsen-Merseburg, erneuerte im Jahr 1709 den Orden des Totenkopfs als reinen Damenorden.

## Familie
Luise Elisabeth war die erste Tochter des Christian Ulrich I., Herzog von Württemberg-Oels und seiner ersten Gemahlin Anna Elisabeth, einer Tochter des Christian II., Fürst von Anhalt-Bernburg.

## Leben

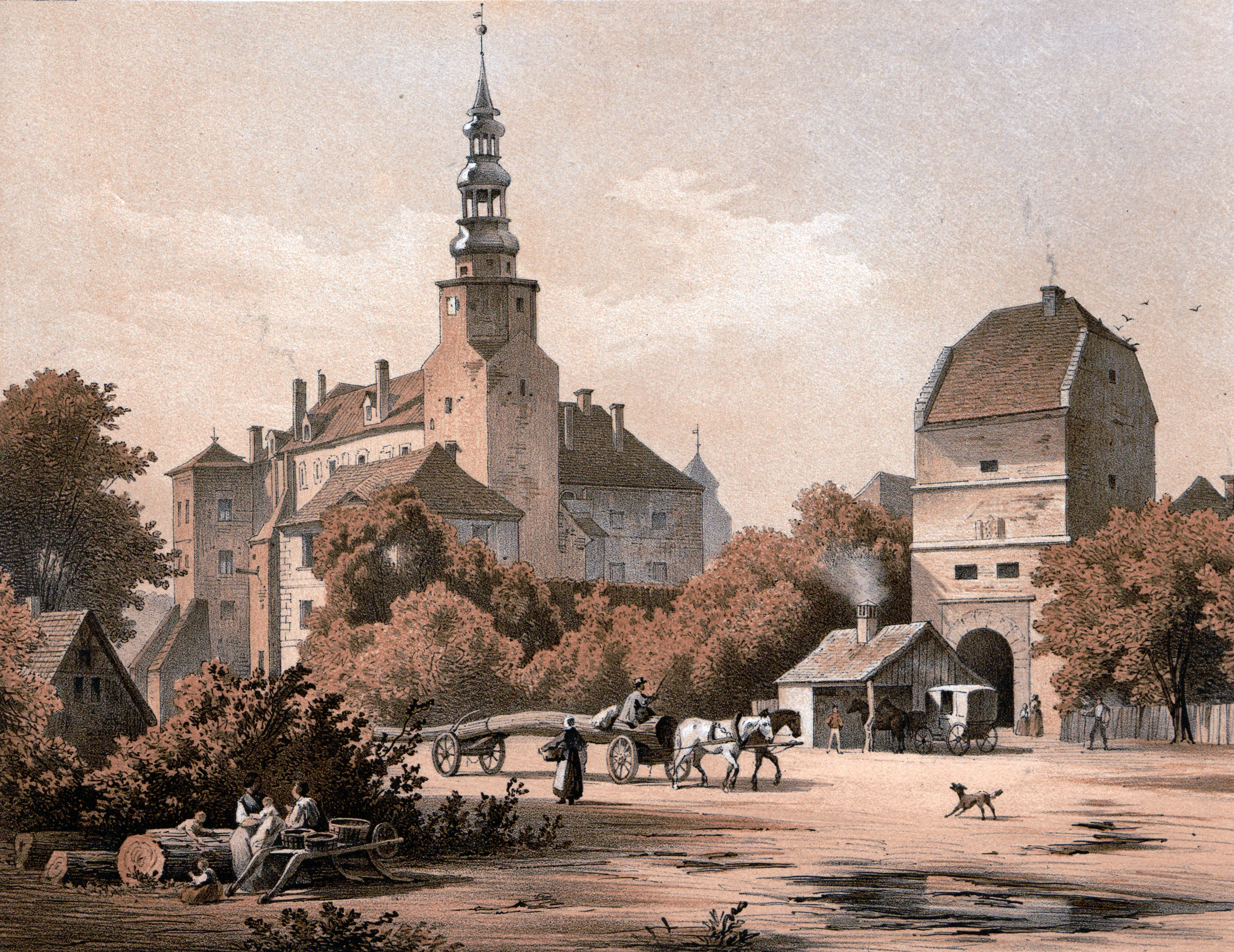
Schloss Bernstadt um 1860, Geburtshaus der Herzogin Luise Elisabeth von Sachsen-Merseburg, geborene von Württemberg-Oels

Luise Elisabeth wurde in Bernstadt, dem Residenzort des Herzogtums Bernstadt, geboren. Hier wuchs sie wohlbehütet auf, aber ihre Mutter Anna Elisabeth starb bereits 1680. Ihr Vater, Christian Ulrich I., Herzog von Württemberg-Oels heiratete dann 1683 seine zweite Frau in Doberlug, Sibylle Marie von Sachsen-Merseburg, Tochter des Herzogs Christian I. von Sachsen-Merseburg.
Am 20. August 1688 heiratete Luise Elisabeth (mit 15 Jahren) ihren 31-jährigen Stiefonkel Herzog Philipp von Sachsen-Merseburg-Lauchstädt mit einer großen Feier in Bernstadt, nachdem dessen erste Gattin Eleonore Sophie von Sachsen-Weimar anderthalb Jahre im Alter von 26 Jahren verstorben war. Es existieren zwei entsprechende Gedenkmedaillen zur Hochzeit. Anschließend zogen sie nach Merseburg.
Ihr gemeinsamer Sohn Christian Ludwig wurde 1689 in Merseburg geboren, verstarb aber schon 1690. Im selben Jahr starb auch ihr Ehemann Philipp in der Schlacht bei Fleurus. Luise Elisabeth folgte ihm auf seinem Weg in die Schlacht. Das mitreisende Lager wurde dabei auch angegriffen und nach einer Odyssee kam sie wieder zurück nach Merseburg bzw. Lauchstädt.
Von Schloss Lauchstädt zog sie 1704 in die Stadt Forst (Lausitz) und nahm hier ihren Witwensitz. Im selben Jahr stirbt ihr Vater, Christian Ulrich I., Herzog von Württemberg-Oels auf Schloss Oels.
Ihr hier gewähltes Residenzschloss war seit dem Aussterben der Adelsfamilie von Bieberstein mit Ferdinand II. 1667 unbewohnt. Sie ließ es erneuern, erweitern und mit einer Kapelle versehen. Für die Hofkirche war der große Saal über dem Tor des Schlosses in Richtung des sogenannten „Grünen Ganges“ eingerichtet. Zu ihrem Hofstaat gehörten der Oberhofmeister Carl Gottlob von Goldstein auf Passendorf und Angersdorf und seine Gemahlin, die Oberhofmeisterin Christiane Sibylle, geb. Marschall von Bieberstein, zwei Kammerjunker, Otto Heinrich von Bibra und Bodo Gottlieb von Koseritz, ein Stallmeister, Hans Günther von Bomsdorf auf Weissagk und, nach dessen Ableben, ein Herr von Lossow, mehrere Kammerfrauen und Kammerfräuleins. Dazu kamen etliche Pagen, ein Hof-Diakon oder Hofprediger seit 1710, ein Hofkantor, der zugleich Pagen-Hofmeister war, später auch ein Hofkatechet, der die Jugend des Hofpersonals zu unterrichten und den Hofprediger im Predigen zu unterstützen hatte, und auch ein Leibarzt.
Der Hofstaat vervollständigt sich mit einem Kapellmeister, dem verschiedene Musiker, die größtenteils Lakaien waren, zur Seite standen, einer Kammersängerin, Kammerzwergin, einem Hofverwalter, Hoffourier, Hofgärtner und einer zahlreichen Dienerschaft mit allerlei Titeln.
Im Jahr 1709 erhält die Stadt Forst aufgrund ihres Engagements das erste Postamt, welches im Residenzschloss eingerichtet sein soll.
Die kleine Hofkapelle wird 1717–1721 von Christian August Jacobi (1688–nach 1725) als Kapelldirektor geleitet. Er verfasst hier 1718 die Weihnachtskantate „Der Himmel steht uns wieder offen“ für Solotenor, Streicherensemble, Trompeten und Basso Continuo (Uraufführung am 1. Weihnachtsfeiertag in der Schlosskapelle). Das Werk ist nicht unbedeutend für die sächsische Barockmusik und wird gelegentlich auch in der Dresdner Frauenkirche aufgeführt.
Bis zu ihrem 63. Lebensjahr lebte sie im Forster Residenzschloss. Am 28. April 1736 starb sie und wurde in einer Gruft der Stadtkirche St. Nikolai in Forst beigesetzt.
In der Stadt Forst erinnert heute die „Elisabethstraße“ in der Nähe des nicht mehr vorhandenen Schlosses an die Herzogin. Die genaue Grablege in der Stadtkirche St. Nikolai ist nicht bekannt.

## Nachkommen
Aus ihrer Ehe hatte Luise Elisabeth folgendes Kind:
- Christian Ludwig (* 21. Juli 1689 in Merseburg; † 6. Juni 1690 ebenda), Erbprinz von Sachsen-Merseburg-Lauchstädt